# Edward S. Owen
Edward S. Owen (18 de julio de 1946-1 de agosto de 2008) fue un deportista estadounidense que compitió en natación adaptada, atletismo adaptado y baloncesto en silla de ruedas. Ganó quince medallas en los Juegos Paralímpicos de Verano entre los años 1964 y 1988.

## Palmarés internacional
| Juegos Paralímpicos | Juegos Paralímpicos | Juegos Paralímpicos | Juegos Paralímpicos                      |
| Año                 | Lugar               | Medalla             | Prueba                                   |
| ------------------- | ------------------- | ------------------- | ---------------------------------------- |
| 1964                | Tokio (Japón)       | Medalla de oro      | 50 m braza incompleta clase 4            |
| 1964                | Tokio (Japón)       | Medalla de oro      | 50 m libre supino incompleto clase 4     |
| 1964                | Tokio (Japón)       | Medalla de oro      | Estilos clase abierta por relevos mixtos |
| 1964                | Tokio (Japón)       | Medalla de bronce   | 50 m libre prono incompleto clase 4      |
| 1968                | Tel Aviv (Israel)   | Medalla de oro      | 50 m braza clase especial                |
| 1968                | Tel Aviv (Israel)   | Medalla de oro      | 100 m braza clase abierta                |

| Juegos Paralímpicos | Juegos Paralímpicos | Juegos Paralímpicos | Juegos Paralímpicos      |
| Año                 | Lugar               | Medalla             | Prueba                   |
| ------------------- | ------------------- | ------------------- | ------------------------ |
| 1968                | Tel Aviv (Israel)   | Medalla de oro      | Disco clase especial     |
| 1968                | Tel Aviv (Israel)   | Medalla de oro      | Maza clase especial      |
| 1968                | Tel Aviv (Israel)   | Medalla de oro      | Peso clase especial      |
| 1968                | Tel Aviv (Israel)   | Medalla de oro      | Pentatlón clase especial |
| 1968                | Tel Aviv (Israel)   | Medalla de bronce   | Jabalina clase especial  |
| 1972                | Heidelberg (RFA)    | Medalla de plata    | Pentatlón 5              |
| 1976                | Toronto (Canadá)    | Medalla de plata    | Disco 5                  |

| Juegos Paralímpicos | Juegos Paralímpicos  | Juegos Paralímpicos | Juegos Paralímpicos        |
| Año                 | Lugar                | Medalla             | Competición                |
| ------------------- | -------------------- | ------------------- | -------------------------- |
| 1964                | Tokio (Japón)        | Medalla de oro      | Torneo masculino (clase B) |
| 1988                | Seúl (Corea del Sur) | Medalla de oro      | Torneo masculino           |